# Jacek Stopa
Jacek Stopa (ur. 3 stycznia 1987 we Wrocławiu) – polski szachista, mistrz międzynarodowy od 2006 roku, a od 2015 arcymistrz szachowy.

## Kariera szachowa
Jest trzykrotnym złotym medalistą mistrzostw Polski juniorów: do lat 12 (1999, Wisła), do lat 18 (2005, Łeba) oraz do lat 20 (2006, Środa Wlkp.). Oprócz tego, w roku 2005 zdobył w Środzie Wlkp. brązowy medal w kategorii do lat 20. W 2004 roku podzielił I m. (wraz z Zigurdsem Lanką) w arcymistrzowskim turnieju w Legnicy. Rok później zwyciężył (m.in. przed Moniką Soćko, Bartłomiejem Heberlą i Aleksandrem Miśtą) w otwartym turnieju w Rybniku oraz osiągnął największy sukces w karierze, zdobywając w Belfort brązowy medal na mistrzostwach świata juniorów do lat 18. W 2007 r. podzielił II m. (za Julio Becerra Rivero, wspólnie z Jesse Kraaiem) w otwartym turnieju w Coamo. W 2009 r. odniósł kolejne sukcesy, dwukrotnie dzieląc I m. w otwartych turniejach w Filadelfii (wspólnie z Alexem Lendermanem) oraz Indianapolis (wspólnie z Alexem Lendermanem, Siergiejem Kudrinem, Aleksiejem Jermolinskim, Dmitrijem Gurewiczem i Jesse Kraaiem). W 2014 r. podzielił I m. w Retimnie (wspólnie ze Zbigniewem Paklezą i Alberto Davidem) i Kolonii (wspólnie z Wadimem Małachatko) oraz podzielił II m. w Bratto (za Zbigniewem Paklezą, wspólnie z Jewgienijem Swiesznikowem i Alberto Davidem). W 2014 r. podzielił I m. (wspólnie z Milosem Perunoviciem) w Berlinie, natomiast w 2015 r. zwyciężył w turnieju Khazar International Open w Raszcie.
Oprócz dobrych wyników w grze klasycznej, odnosi również znaczne sukcesy w rozwiązywaniu zadań szachowych. W tej dyscyplinie zdobył w roku 2005 tytuł mistrza Europy juniorów, natomiast w 2006 zajął III miejsce w Europie w kategorii juniorów oraz VI na świecie w kategorii seniorów. Był również członkiem polskiego zespołu, który na drużynowych mistrzostwach Europy zdobył brązowy medal. Kolejny sukces odniósł w roku 2007, zdobywając w Pardubicach tytuł mistrza Europy juniorów.
Najwyższy ranking w dotychczasowej karierze osiągnął 1 marca 2015 r., z wynikiem 2544 punktów zajmował wówczas 19. miejsce wśród polskich szachistów.